# El Mesoncito (västra Lagos de Moreno kommun)
El Mesoncito är en ort i Mexiko.   Den ligger i kommunen Lagos de Moreno och delstaten Jalisco, i den centrala delen av landet, 400 km nordväst om huvudstaden Mexico City. El Mesoncito ligger 1 998 meter över havet och antalet invånare är 108.
Terrängen runt El Mesoncito är platt österut, men västerut är den kuperad. Runt El Mesoncito är det ganska tätbefolkat, med 56 invånare per kvadratkilometer. Närmaste större samhälle är Lagos de Moreno, 10,3 km sydost om El Mesoncito. I omgivningarna runt El Mesoncito växer huvudsakligen savannskog.